# Ruslan Ponomarjov
Ruslan Olegovitj Ponomarjov (ukrainska: Руслан Оле́гович Пономарьов; ryska: Русла́н Оле́гович Пономарёв), född 11 oktober 1983, är en ukrainsk schackspelare och tidigare FIDE-världsmästare (2002).
I april 2007 hade Ponomarjov en Elo-rating på 2705 poäng vilket räckte till en 20:e placering på världsrankinglistan, nummer två i Ukraina efter Vasyl Ivantjuk. Sin högsta rating hade Ponomarjov i april 2002 då han uppnådde 2743 poäng.